# Estádio Arnaldo Pereira
O Estádio Arnaldo Pereira é um estádio de futebol situado na cidade de São Domingos, no estado de Sergipe, pertence ao Governo Municipal e utilizado para jogos de mando de campo do São Domingos Futebol Clube.